# Stefan Purtić
Stefann Purtić (in serbo Стефан Пуртић?; Loznica, 6 agosto 1998) è un calciatore serbo, centrocampista del Liepāja.

## Caratteristiche tecniche
È un mediano.

## Carriera
Cresciuto nel settore giovanile del Voždovac, ha esordito in prima squadra il 4 novembre 2018 disputando l'incontro di Superliga serba perso 2-0 contro il Mačva Šabac. Nel 2020 è stato ceduto in prestito all'Inđija.